# Craspedaria ciliata
Craspedaria ciliata là một loài dương xỉ trong họ Polypodiaceae. Loài này được J. Sm. Link mô tả khoa học đầu tiên năm 1841.